# Eva Öhrström
Eva Öhrström (geboren 1944) ist eine schwedische Musikwissenschaftlerin und emeritierte Professorin an der Königlichen Musikhochschule Stockholm in Stockholm.

## Leben und Forschung
Eva Öhrström promovierte 1987 am Institut für Musikwissenschaft der Universität Göteborg mit einer Arbeit zu Musikerinnen in Schweden des 19. Jahrhunderts. 1992 wurde sie zur außerordentlichen Professorin an der Universität Göteborg und 1996 zur außerordentlichen Professorin sowie 2002 zur Professorin an der Åbo Akademi Universität in Finnland ernannt.
Ihre Forschungsarbeiten befassen sich hauptsächlich mit der schwedischen Musikgeschichte zwischen 1780 und 1950 und nehmen insbesondere das kulturelle Handeln von Frauen in den Blick. Eva Öhrström verfasste Arbeiten zur Salonkultur, über das entstehende Konzertwesen Ende des 19. Jahrhunderts sowie über Volkskonzerte in Stockholm und Göteborg. Im Rahmen des Projekts „Living Musical Heritage“ 2012–2015 der Royal Swedish Academy of Music veröffentlichte sie mehrere kürzere Biografien zu schwedischen Musikern. 
Im Jahr 1999 erschien die Biografie „Elfrida Andrée. Ett levnadsöde“, die für den August-Preis nominiert wurde. Bereits in ihrer Doktorarbeit befasste sich Eva Öhrström mit Elfrida Andrée und beförderte somit die Wiederentdeckung der Komponistin. 2016 folgte die Biografie über den Komponisten Adolf Fredrik Lindblad. 2022 erschien der Band zur Salonkultur in Europa „Alla fredagsaftnar samlades man. Salongsliv genom århundradena“. Einige ihrer Arbeiten erschienen auch in englischer oder deutscher Sprache.

## Bibliographie (Auswahl)
- Borgerliga kvinnors musicerande i 1800-talets Sverige [Bourgeois women musicians in 19th century Sweden]. Diss. Göteborgs universitet, 1987. (258 S : Ill., Diagr., Noten, Tab. u. Zsfass./Abstract in engl. Spr.)
- „Sociala könsstrukturer i den högre musikutbildningen: en översikt“. Svensk tidskrift för musikforskning LXXV (1993), S. 55–80 (Link zum Open Access, mit englischer Zusammenfassung).
- „Schwedische Musiker in Deutschland – deutsche Musiker in Sweden“. In: Bernd Henningsen, Janine Klein, Helmut Müssener, Solfired Söderlind (Hg.): Wahlverwandtschaft. Skandinavien und Deutschland 1800 bis 1914. Berlin 1998, S. 233–240.
- Elfrida Andrée: Ett levnadsöde. Stockholm 1999. Nominiert für den August-Preis. Axel-Hirsch-Preis der Schwedischen Akademie (2000).
- „Om musikhistorieundervisningen vid musikhögskolorna“. Svensk tidskrift för musikforskning / Swedish Journal of Music Research: Vol 3 (2000) (Link zum Open Access, mit englischer Zusammenfassung).
- Jenny Lind. The Swedish Nightingale. Svenska Institutet, Lund 2000.
- „Felix Mendelssohn und die Professionalisierung des schwedischen Musiklebens“. In: Bernd Henningsen (Hg.): Kunst zwischen den Kulturen. Berlin 2000, S. 97–108.
- Adolf Fredrik Lindblad. En tonsättare och hans vänner. Artos & Norma Förlag 2017.
- Felix Mendelssohn Bartholdy och Adolf Fredrik Lindblad. Brevväxling 1827–1847. Felix Mendelssohn Bartoldy und Adolf Fredrik Lindblad. Briefwechsel 1827–1847. Gidlunds förlag 2019.
- „Alla fredagsaftnar samlades man.“ Salongsliv genom århundradena. Stockholm 2022.